# Leubringhen
Leubringhen ist eine französische Gemeinde mit 294 Einwohnern (Stand: 1. Januar 2022) im Département Pas-de-Calais in der Region Hauts-de-France. Sie gehört zum Arrondissement Boulogne-sur-Mer und zum Kanton Desvres.  

## Lage
Die Gemeinde Leubringhen liegt im Regionalen Naturpark Caps et Marais d’Opale, etwa 14 Kilometer südwestlich von Calais und zehn Kilometer westlich von Cap Gris-Nez an der Ärmelkanalküste. Durch das Gemeindegebiet führt die Autoroute A16. Umgeben wird Leubringhen von den Nachbargemeinden Saint-Inglevert im Norden, Landrethun-le-Nord im Osten, Ferques im Südosten, Leulinghen-Bernes im Süden sowie Audembert im Westen.

## Bevölkerungsentwicklung
| Jahr                       | 1962 | 1968 | 1975 | 1982 | 1990 | 1999 | 2006 | 2013 | 2022 |
| -------------------------- | ---- | ---- | ---- | ---- | ---- | ---- | ---- | ---- | ---- |
| Einwohner                  | 230  | 201  | 196  | 192  | 207  | 257  | 308  | 296  | 294  |
| Quellen: Cassini und INSEE |      |      |      |      |      |      |      |      |      |

## Sehenswürdigkeiten
- Kirche Saint-Martin aus dem 12. Jahrhundert
- Burgruine aus dem 12. Jahrhundert in Blacourt
- kanadischer Soldatenfriedhof

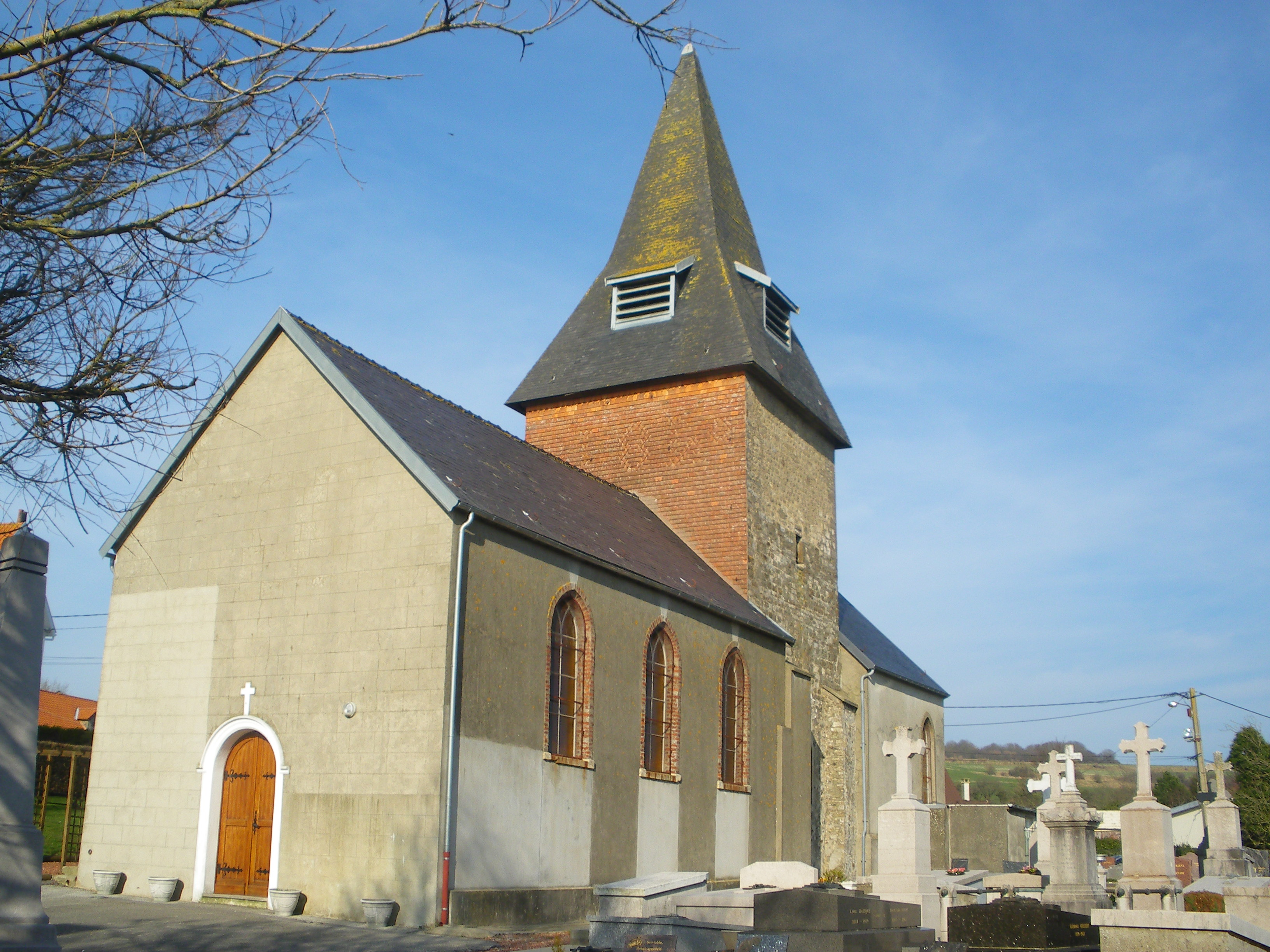
Kirche Saint-Martin
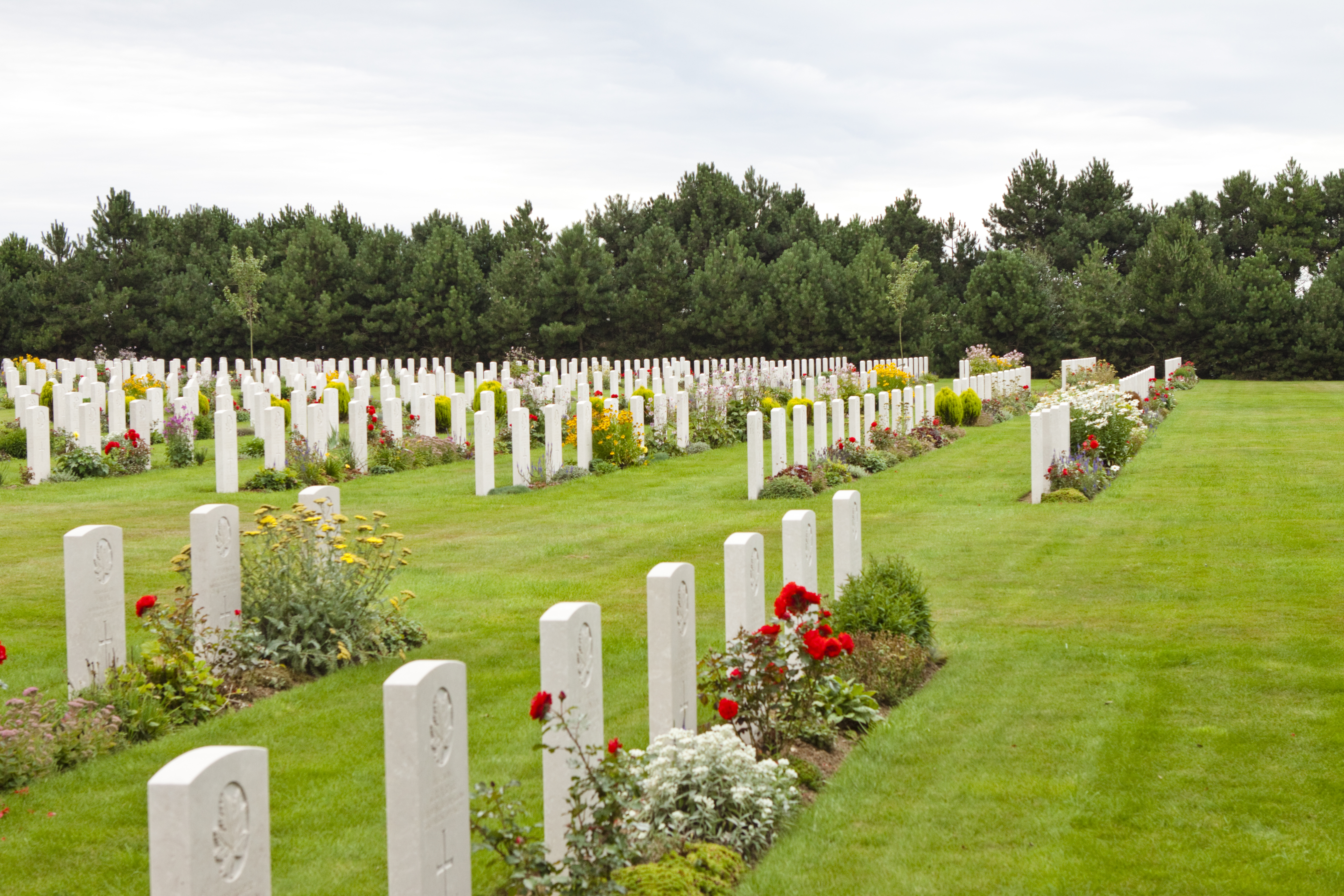
Kanadischer Soldatenfriedhof